# Veniamin Soldatenko
Veniamin Vassilievitch Soldatenko (en russe Вениамин Васильевич Солдатенко, né le 4 janvier 1939 dans le village de Chkourovka, dans la province du Kazakhstan du Nord, dans l'actuel Kazakhstan et mort le 15 juillet 2023) est un ancien athlète soviétique, spécialiste de la marche, surtout sur 50 km. Après la dissolution de l'Union soviétique, il choisit la nationalité kazakhe.
Il débute l'athlétisme en 1962. Il participe aux Jeux olympiques de 1972 où il remporte la médaille d'argent. En 1976, faute d'épreuve du 50 km lors des Jeux olympiques à Montréal, l'IAAF organise à Malmö les tout premiers championnats du monde, juste pour cette épreuve : il devient ainsi le tout premier champion du monde d'athlétisme, bien avant que les championnats ne soient généralisés en 1983.